# Les Chevaliers de la Table ronde (pièce de théâtre)
Les Chevaliers de la Table ronde est une pièce de théâtre en trois actes de Jean Cocteau, créée le 14 octobre 1937 au Théâtre de l'Œuvre, à Paris. Écrite en 1937, la pièce fait ressortir beaucoup d'aspects négatifs chez Merlin, un « vieil enchanteur génial et cruel […] logé comme une araignée au centre de sa toile ». Cette image est liée aux « enchantements de la drogue », l'opium que Cocteau consomme alors en abondance.

## Argument
Cocteau a tenu à résumer lui-même son œuvre dans sa préface :

### Acte I
Le château d’Artus est intoxiqué, drogué. Les uns mettent cela sur le compte du Graal, tabou mystérieux, relique du Christ qui enchante ou désenchante la Bretagne ; les autres s’y complaisent ou se révoltent. L’arrivée de Galaad, le très pur, qui désintoxique, amène le désastre et le désordre dans le parti des artifices.

### Acte II
On apprend qui drogue le château d’Artus et qui y trouve son compte : c’est Merlin l'Enchanteur, esprit négatif, qui emploie son jeune domestique, le démon Ginifer, et le transforme à sa guise en tel ou tel personnage. La force occulte de Galaad l’emporte sur celle de Merlin, qui bafouille. C'est la première fois et il est démasqué tout en se défendant à tort et à travers.

### Acte III
Le château d'Artus est désintoxiqué, débarrassé d'artifices ou, pour être plus exact, l'auteur nous le montre en pleine crise de désintoxication. La vérité se découvre. Elle est dure à vivre. Elle débute par la honte sur la Reine (Guenièvre), par la double mort de l'épouse et de l'ami. Artus chasse Merlin. Et le poète, le très pur, les quitte. Où on l'aime et il ne peut rester. Le soleil et les oiseaux renaissent. Cette vie réelle, violente, oubliée, fatigue Artus. Aura-t-il la force ? Merlin le lui souhaite ironiquement. Mais, dit le Roi : "J'aime mieux de vrais morts qu'une fausse vie."  Souhaitons lui d'avoir raison et de conserver le Graal revenu à Camelot et qui n'est autre que le très rare équilibre avec soi-même.

## Distribution
- Samson Fainsilber : Artus, roi de Bretagne
- Michel Vitold : Merlin, l'Enchanteur
- Lucien Pascal : Lancelot du Lac
- Jean Marais : Galaad dit Blancharmure et le faux Galaad
- Georges Rollin : Gauvain et le faux Gauvain
- Yves Forget[2] : Ségramor
- Annie Morène : Guenièvre, reine de Bretagne et la fausse reine
- Blanchette Brunoy : Blandine

## Mise en scène
- Mise en scène et Décors : Jean Cocteau
- Costumes : "Coco" Chanel

## De la genèse à la création de la pièce
Avec Les Chevaliers de la table ronde, Cocteau entre dans un nouveau cycle d'inspiration : celui du Moyen Âge. Cet intérêt est tardif et surprenant. Dans les années 1920, en effet, le poète, plus intéressé par la netteté antique que par les brumes médiévales, trouvait les personnages « du genre Quasimodo et Esmeralda ennuyeux et conventionnels ». […] Il semble que ce soit à partir de 1933 que ce point de vue commence à changer. […] C'est ainsi que le railleur de 1923 écrira Les Chevaliers de la table ronde, Renaud et Armide, et achèvera ce cycle médiéval en 1951 avec Bacchus (bien que l'action de cette pièce se passe à la Renaissance). L'Éternel Retour, écrit pour le cinéma en 1943 d'après le mythe de Tristan et Iseult, est l’œuvre la plus populaire participant de cette inspiration.
La chronologie de l'écriture des Chevaliers de la table ronde est plus complexe qu'il n'y paraît. Dans sa préface de 1937, Cocteau précise que son travail s'est effectué en deux temps. Le premier est celui de l'inspiration : « En 1934, j'étais malade, je m'éveillai un matin, déshabitué de dormir, et j'assistai d'un bout à l'autre de ce drame dont l'intrigue, l'époque et les personnages m'étaient aussi peu familiers que possible.» La pièce lui aurait donc été donnée, à la faveur de la maladie, dans un état de semi-conscience. Le second temps est celui de la mise en œuvre proprement dite, de la délivrance. […] Le poète dit dans sa préface qu'au moment où l’œuvre s'est imposée à lui il connaissait fort peu de choses du Moyen Âge et qu'il ne s'est documenté qu'après. […] « Quand j'ai écrit les Chevaliers, je n'avais lu que Tristan et Iseult. Une foi la pièce achevée, pour confirmer certains détails et recréer l'atmosphère du temps, j'ai avalé coup sur coup les Romans de la table ronde dans la version Jacques Boulenger, La Quette du Graal dans celle de Pauphilet et Perceval le Gallois dans celle de je ne sais qui ... » […]
Au moment de monter Les Chevaliers de la table ronde au théâtre, Cocteau rencontra un certain nombre de difficultés. Tout d'abord, Louis Jouvet, prestigieux directeur de l'Athénée, estima la pièce confuse, et se disait gêné […] par le fait que Ginifer n'ait pas d'apparence propre. Le poète se rabat alors vers le Théâtre de l'Œuvre, dirigé par Paulette Pax et Lucien Beer. […] Cocteau, qui aimerait obtenir la participation de Christian Bérard pour les décors, craint qu'il ne soit mis « en couveuse par la Comédie-Française ». C'est en réalité ce qui se produira : le collaborateur de rêve avec lequel il aime travailler depuis La Voix humaine ne put se rendre libre. Cocteau décida donc d'assurer lui-même, outre la mise en scène, la conception des décors et du mobilier, Gabrielle Chanel créant les costumes. La distribution des rôles exposa également Cocteau à quelques déconvenues. L'actrice Lucienne Bogaert, à  laquelle il avait pensé pour le rôle difficile de la Reine, décline sa proposition. Il se tourne alors vers Edwige Feuillère, lui écrivant avec un certain aplomb en mars 1937 : « Pour moi, dès le premier jour, vous êtes la reine Guenièvre. » […] C'est finalement à une jeune inconnue, Annie Morène que Cocteau donnera son agrément. Autre bizarrerie, Merlin sera interprété, sur la suggestion de Jean Marais, par le tout jeune Michel Vitold, que l'on grimera en vieillard à grande barbe blanche. Quant à Jean Marais lui-même, il dut ce qui fut son premier grand rôle à l'indisponibilité de Jean-Pierre Aumont, retenu pour un film et que Cocteau avait d'abord pressenti pour interpréter Galaad. Enfin, Jean-Louis Barrault ayant également décliné le rôle de Gauvain, c'est Georges Rollin qui le remplacera.
La pièce est officiellement créée à Paris le 14 octobre 1937 au Théâtre de l'Œuvre après avoir été présentée le 8 au Palais des beaux-arts de Bruxelles. Sa carrière est médiocre, puisqu'elle quitte l'affiche le 2 janvier 1938, peu après la centième représentation.
La presse, dans son ensemble, ne se montre guère favorable. On reproche pêle-mêle  à la pièce d'être embrouillée, de fatiguer par trop de fantasmagorie et, de façon très surprenante dans L'Illustration, de manquer d'humour. […]
Cependant, Paris, les journalistes, le public découvrent un jeune et nouvel acteur, Jean Marais, qui dans le rôle de Galaad devient très vite la révélation du spectacle, caractérisée par la beauté de son geste déchirant le haut de sa tunique et mettant à nu son poitrail.
C'est sa seconde apparition dans une pièce de Cocteau, elle reçoit un hommage ambigu : « Il est beau. Un point c'est tout », écrit Pierre Brisson dans Le Figaro. Lui-même, avec le recul, ne sera pas tendre pour cette composition de ses débuts et avouera dans Histoires de ma viequ'il se trouvait franchement mauvais. Quant à ses partenaires, il ne les estimera pas à la hauteur de la pièce. « Annie Morène, écrit-il, n'est que très bien, alors qu'il faudrait du génie. » Son trait le plus dur est réservé à Georges Rollin, qui, dans le rôle de l'impudent et ambigu Faux Gauvain, sera, selon lui, « sans mystère, sans sexualité, sans trouvaille ». Ce bilan en demi-teinte porte en fait plus sur la réalisation du spectacle que sur la pièce elle-même. […] Sur une scène moins exiguë, avec la collaboration de Christian Bérard et une distribution plus flamboyante, aurait-il en être autrement ?
Source : Bibliothèque de la Pléiade : Jean Cocteau – Théâtre complet – Éditions Gallimard 2003  (ISBN 2-07-011540-2)

## Reprise de la pièce
- 1994-1995 : Les  Chevaliers de la Table Ronde de Jean Cocteau, mise en scène Nicolas Briançon, Théâtre des Célestins à Lyon puis en tournée Herbert-Karsenty, avec Jean Marais (le roi Artus), Francis Lemaire (Merlin), Nicolas Briançon (Gauvain), Cyrille Gaudin (Guenièvre), Charlotte Faivre (Blandine), Alain Lifmann (Galaad), François Sienner (Lancelot), Quentin Augier (Segramor)

Scénographie : Pierre-Yves Leprince - Costumes : Dominique Borg - Musique : Olivier Lennes - Lumières : Gaëlle de Malglaive

Remarque : Depuis longtemps Jean Marais rêvait de remonter cette pièce fétiche de ses débuts, lui permettant de boucler la boucle. Cependant, de plus en plus fatigué et se sentant physiquement incapable de la mettre en scène, de créer décors et costumes, il fit appel à Nicolas Briançon. Malgré de terribles coups de fatigue, Marais se reprit et étonna tout le monde par ses sursauts d'énergie,.